# 마르그리트 롱

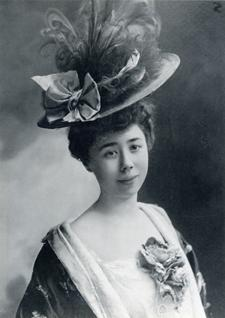

마르그리트 롱(프랑스어: Marguerite Long, 1874년 11월 13일 ~ 1966년 2월 13일)은 프랑스의 여성 피아니스트이다.
현대 프랑스 피아노곡, 특히 가브리엘 포레의 연주가로서 비할 데 없는 솜씨를 발휘한 것으로 유명하다. 프랑스의 님 태생으로, 파리 음악원에서 셰네이와 피츠에게서 가르침을 받았다. 졸업 후에는 파리 음악원의 교수가 되고, 특히 1920년 이래로는 명교수 디에메의 교실을 이어받았다. 문하로부터는 샹송 프랑수아를 비롯하여 많은 인재를 배출했는데, 그동안 피아니스트로서도 왕성한 활동을 보였다. 1947년에는 바이올리니스트인 자크 티보와 함께 롱티보 콩쿠르를 창립, 격년(隔年)으로 피아노와 바이올린의 국제 콩쿠르를 개최하여 설립자인 그녀 자신의 사망 이후에도 꾸준한 명성을 유지하고 있다. 롱의 연주양식은 프랑스 전통에 기반하고 있다는 평을 듣는다. 명연주는 가브리엘 포레, 클로드 드뷔시, 그리고 모리스 라벨의 작품에서도 묘한 표현력을 갖고 있다.